# Kiel
Kiel (Zemaljski glavni grad Kiel, (njem.) Landeshauptstadt Kiel, Landshööftstedt Kiel), grad u sjevernoj Njemačkoj, sjedište njemačke savezne pokrajine Schleswig-Holstein.
Grad je značajna luka na Baltičkom moru. Nalazi se na vrhu Kielskog fjorda (njem. Kieler Förde) koji se otvara u Kielski zaljev (njem. Kieler Bucht). Ishodište je Kielskog kanala koji povezuje Baltičko i Sjeverno more.

## Povijest
Prvi naseljenici na području Kiela su bili Normani. Nakon njih se naseljavaju Germani. Grad Kiel je 1233. godine osnovao grof Adolf IV. U gradu se od početka razvija pomorska trgovina, te je 1284. postao član Hanze (udruženja trgovačkih gradova Sjevernog i Baltičkog mora). Od 1431. se održava trgovački sajam Kieler Umschlag. Nakon toga je postao najvažniji trgovački centar Schleswig-Holsteina. 1518. su ga poharali pirati.
1665. je Christian Albert, vojvoda od Holstein-Gottorpa, osnovao Sveučilište u Kielu. Na njemu su studirali brojni poznati znanstvenici (Theodor Mommsen i Max Planck). 1773. Holstein je pripao Danskoj, ali je ostao u personalnoj uniji sa Svetim Rimskim Carstvom, te je imao poseban samoupravni status. Nakon ukidanja Svetog Rimskog Carstva 1806. godine Kiel je postao punopravni dio Danske i danski kralj Kristijan VII. je uzeo titulu vojvode Holsteina. Nakon Drugog rata za Schleswig 1864. između Danske i Pruske koja je tada vodila rat za ujedinjenje Njemačke, Pruska je u savezu s Austro-Ugarskom zauzela Kiel koji je stavljen pod dvojnu upravu Pruske i Austro-Ugarske. Ona je potrajala do Austrijsko-pruskog rata 1866. nakon kojeg je ostao dio Pruske. Od 1871. bio je dio ujedinjene Njemačke. Car Wilhelm I. je 1871. Kiel proglasio carskom ratnom lukom.
Kiel je postao jedna od najvažnijih njemačkih vojnih pomorskih baza, te je u sljedećim godinama brzo rastao broj stanovnika (od 18 000 1864. do 200 000 1910.). 1895. je prokopan Kielski kanal. Na kraju I. svj. rata 1918. njemačka flota koja je bila stacionirana u gradu odbila je ići u borbu protiv engleske flote jer nije vidjela izglede za pobjedu. Nakon toga je počela revolucija u kojoj je svrgnut njemački car i uspostavljena Weimarska Republika. Tijekom II. svj. rata Kiel je bio značajna njemačka vojna baza, te je preživio teško bombardiranje od strane Saveznika. Nakon rata je grad obnovljen i postao je glavni grad savezne pokrajine Schleswig-Holstein.

## Zemljopis
Kiel se nalazi na sjeveru Njemačke, na Baltičkom moru. Značajan je položaj na zaljevu koji je dobra luka. Kiel je početak Kielskog kanala koji ga tokom rijeke Eider povezuje sa Sjevernim morem. To je najkraći plovni put iz Sjevernog u Baltičko more (ne mora se obilaziti oko Danske) i jedan od najvažnijih svjetskih plovnih kanala. Reljef oko grada je nizinski s nekoliko brda. U okolici postoji mnogo ledenjačkih jezera. Klima je umjerena. Ljeta su topla, a zime relativno hladne.

## Gospodarstvo
Najvažnije djelatnosti u gradu su vezane uz luku i trgovinu. U Kielu je i jedno od najvažnijih njemačkih brodogradilišta. Posebno se koncentrira na izgradnju modernih jahti i brodova s ugrađenom visokom tehnologijom. Razvijena je automobilska, prehrambena i tekstilna industrija.

## Znamenitosti
Najstarija je crkva sv. Nikole iz 13. st. sa skulpturama  Ernsta Barlacha. Značajna je gradska vijećnica iz 1911. godine. Postoje dva botanička vrta (stari i novi). Poznat je dvorac Kieler Schloss. Značajna je zgrada Opere. Holstenstrasse je jedna od najdužih trgovačkih ulica u Njemačkoj s brojnim trgovinama. Kiellinie je poznata šetnica uz luku.
Kiel je vrlo poznat u jedriličarskom svijetu. Zadnji tjedan u lipnju se održava najveća regata na svijetu Kiel Week (Kiel Regatta). Uz regatu se veže jedan od najvećih javnih festivala (Volkfest) u Europi. Jezera u okolici grada su značajna rekreacijska zona.

## Vanjske poveznice
- Službene stranice grada  Arhivirana inačica izvorne stranice od 8. studenoga 2008. (Wayback Machine)
- web kamere
- IT-zajednica  Arhivirana inačica izvorne stranice od 7. lipnja 2007. (Wayback Machine)